# Mademoiselle Doligny
Ne doit pas être confondu avec Madame Doligny.
Louise-Adélaïde Berton-Maisonneuve dite Mademoiselle Doligny est une actrice française née en 1746 et morte en 1823.

## Biographie
Elle a notamment créé en 1775, à la Comédie-Française, le rôle de Rosine du Barbier de Séville de Beaumarchais.
Elle a épousé l'auteur dramatique Gérard Du Doyer de Gastels, dont elle a interprété plusieurs pièces au Théâtre-Français : Laurette (1768), Le Vindicatif (1774), Adélaïde (1780).

## Théâtre

### Carrière à la Comédie-Française
Entrée en 1763
Nommée 152e sociétaire en 1764
Départ en 1783

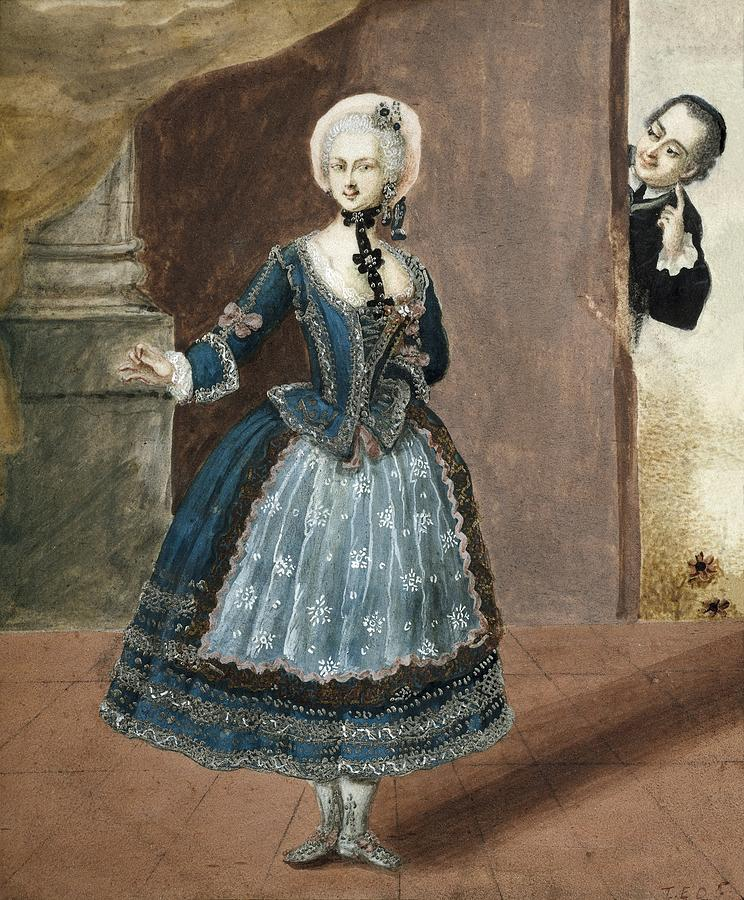
Mlle Doligny crée le rôle de Rosine du Barbier de Séville en 1775.

- 1763 : La Gouvernante de Pierre-Claude Nivelle de La Chaussée : Angélique
- 1765 : Le Tuteur dupé de Jean-François Cailhava de L'Estandoux : Émilie
- 1765 : Phèdre de Jean Racine : Aricie
- 1765 : L'Orpheline léguée de Bernard-Joseph Saurin : Sophie
- 1765 : L'Avare de Molière : Mariane[3]
- 1765 : Le Philosophe sans le savoir de Michel-Jean Sedaine : Victorine
- 1765 : L'École des maris de Molière : Léonor
- 1765 : La Bergère des Alpes de Desfontaines-Lavallée : Adélaïde
- 1765 : Le Légataire universel de Jean-François Regnard : Isabelle
- 1765 : L'Étourdi ou les Contretemps de Molière : Hippolyte
- 1765 : Le Chevalier à la mode de Dancourt : Lucile
- 1765 : Crispin rival de son maître d'Alain-René Lesage : Angélique
- 1765 : Le Médecin malgré lui de Molière : Lucinde
- 1765 : Les Fourberies de Scapin de Molière : Hyacinthe
- 1765 : Le Méchant de Jean-Baptiste Gresset : Chloé
- 1765 : Le Café ou l'Écossaise de Voltaire : Lindane
- 1766 : Nanine de Voltaire : Nanine
- 1766 : Les Plaideurs de Jean Racine : Isabelle
- 1766 : Tartuffe de Molière : Mariane
- 1766 : Iphigénie de Jean Racine : Iphigénie
- 1766 : Le Misanthrope de Molière : Eliante
- 1766 : Britannicus de Jean Racine : Junie
- 1766 : Le Festin de pierre de Thomas Corneille d'après Molière : Léonor
- 1766 : La Coupe enchantée de Jean de La Fontaine et Champmeslé : Lucinde
- 1766 : Le Menteur de Pierre Corneille : Lucrèce
- 1766 : L'École des femmes de Molière : Agnès
- 1766 : Héraclius de Pierre Corneille : Eudoxe
- 1766 : L'Amour médecin de Molière : Lucrèce
- 1766 : L'Homme à bonnes fortunes de Michel Baron : Araminte
- 1767 : Eugénie de Beaumarchais : Eugénie
- 1767 : Démocrite amoureux de Jean-François Regnard : Criséis
- 1767 : Inès de Castro d'Antoine Houdar de La Motte : Constance
- 1767 : Athalie de Jean Racine : Zacharie
- 1767 : Les Deux sœurs d'Antoine Bret : Lucile
- 1767 : L'Époux par supercherie de Louis de Boissy : Constance
- 1767 : Le Mariage forcé de Molière : Dorimène
- 1767 : Monsieur de Pourceaugnac de Molière : Julie
- 1768 : Amélise de Jean-François Ducis : Arsacès
- 1768 : Les Fausses infidélités de Nicolas Thomas Barthe : Angélique
- 1768 : Béverley de Bernard-Joseph Saurin : Mme Béverley
- 1768 : La Gageure imprévue de Michel-Jean Sedaine : Adélaïde
- 1768 : Laurette de Gérard Du Doyer de Gastels : Laurette
- 1768 : Hylas et Sylvie de Marc-Antoine-Jacques Rochon de Chabannes : Sylvie
- 1768 : Le Dépit amoureux de Molière : Lucile
- 1768 : Le Bourgeois gentilhomme de Molière : Lucile
- 1769 : L'Orphelin anglais de Charles-Henri de Longueil : Molly
- 1769 : Le Mariage interrompu de Jean-François Cailhava de L'Estandoux : Julie
- 1769 : Julie de Dominique-Vivant Denon : Julie
- 1769 : Le Père de famille de Denis Diderot : Sophie
- 1769 : Électre de Prosper Jolyot de Crébillon : Iphianasse
- 1770 : Les Deux Amis ou le Négociant de Lyon de Beaumarchais : Pauline
- 1770 : Le Marchand de Smyrne de Chamfort : Zayde
- 1770 : Athalie de Jean Racine : Salomith
- 1770 :  L'École des bourgeois de Léonor Soulas d'Allainval : Benjamine
- 1771 : Le Fabricant de Londres de Charles-Georges Fenouillot de Falbaire de Quingey : Fanny
- 1771 : Jodelet ou le Maître valet de Paul Scarron : Lucrèce
- 1771 : Le Persifleur d'Edme-Louis Billardon de Sauvigny : Sophie
- 1771 : Don Japhet d'Arménie de Paul Scarron : Léonore
- 1771 : L'Heureuse rencontre de Madame de Chaumont et Madame Rozet : Laurence Vincent
- 1771 : Les Amants sans le savoir de Claire-Marie Mazarelli de Saint-Chamond : Henriette
- 1771 : Le Fils naturel de Denis Diderot : Rosalie
- 1771 : Le Bourru bienfaisant de Carlo Goldoni : Angélique
- 1771 : La Mère jalouse de Nicolas Thomas Barthe : Julie
- 1772 : L'Anglomane de Bernard-Joseph Saurin : Sophie
- 1773 : L'Assemblée d'Augustin-Théodore Lebeau de Schosne, suivi de L'Apothéose de Molière (ballet),
- 1773 : Alcidonis de Lonvay de La Saussaye : Glicérie
- 1773 : L'Amour à Tempé de Madame de Chaumont : Pholoé
- 1773 : La Feinte par amour de Claude-Joseph Dorat : Mélise
- 1774 : Le Vindicatif de Gérard Du Doyer de Gastels : Miss Worthy
- 1774 : Les Amants généreux de Marc-Antoine-Jacques Rochon de Chabannes : Minna de Barheim
- 1774 : La Partie de chasse de Henri IV de Charles Collé : Cathau
- 1775 : Le Gâteau des rois de Barthélemy Imbert : Suzette
- 1775 : Albert Ier d'Antoine Le Blanc de Guillet : Adeline
- 1775 : Le Barbier de Séville de Beaumarchais : Rosine
- 1775 : Le Mariage clandestin de Pierre-René Le Monnier : Miss Fanny
- 1775 : Le Célibataire de Claude-Joseph Dorat : Julie
- 1776 : Abdolonyme ou le Roi berger de Jean-Baptiste Collet de Messine : Élise
- 1776 : L'École des mœurs de Charles-Georges Fenouillot de Falbaire : Henriette
- 1776 : La Rupture de Madame Delhorme : Lucile
- 1776 : Le Malheureux imaginaire de Claude-Joseph Dorat : la marquise de Thémine
- 1777 : Le Veuvage trompeur de Pierre-Antoine de La Place : Amélie
- 1777 : L'Égoïsme de Jean-François Cailhava de L'Estandoux : Constance
- 1777 : L'Amant bourru de Jacques-Marie Boutet de Monvel : la marquise de Sancerre
- 1777 : L'Inconséquent ou les Soubrettes de Pierre Laujon : Julie
- 1778 : L'Homme personnel de Nicolas Thomas Barthe : Julie
- 1778 : L'Impatient d'Étienne-François de Lantier : Julie
- 1778 : Le Chevalier français à Londres de Claude-Joseph Dorat : Miss Adelson
- 1778 : Le Chevalier français à Turin de Claude-Joseph Dorat : la marquise d'Olmène
- 1779 : Les Muses rivales ou l'Apothéose de Voltaire de Jean-François de La Harpe : Euphrosine
- 1779 : L'Amour français de Marc-Antoine-Jacques Rochon de Chabannes : la marquise de Sernente
- 1779 : Le Droit du seigneur de Voltaire : Acante
- 1779 : Roséide ou l'Intrigant de Claude-Joseph Dorat : Roséide
- 1780 : Les Noces houzardes de Dorvigny : Léonor
- 1780 : Adélaïde de Gérard Du Doyer de Gastels : Adélaïde
- 1780 : Clémentine et Desormes de Jacques-Marie Boutet de Monvel : Clémentine
- 1781 : Le Jaloux sans amour de Barthélemy Imbert : la comtesse d'Orson
- 1781 : Le Quiproquo de François-René Molé : Henriette
- 1781 : La Discipline militaire du Nord d'Adrien-Chrétien Friedel : la comtesse de Walton
- 1781 : Le Rendez-vous du mari de Pierre-Nicolas André de Murville : la comtesse
- 1782 : Les Amants espagnols de Jean Siméon Beaugeard de Marseille : Léonore
- 1782 : Le Vieux garçon de Paul-Ulric Dubuisson : Lucile
- 1783 : Les Aveux difficiles d'Étienne Vigée : Mélite